# MOWAG Spy
MOWAG Spy (spy - angl. špión) je švýcarské průzkumné vozidlo. Korba vozu má takový tvar, aby odklonil tlakovou vlnu. MOWAG Spy je ve službách několika zemí Středního východu.